# 工學院大學
工學院大學（日语：／ Kōgakuin daigaku，英文：KOGAKUIN UNIVERSITY）是日本的私立大學，校本部位於東京都新宿區。1887年創校，1949年成為新制大學。

## 历史
大學的前身是工手學校，是日本最早的私立工業實業學校。

## 參見

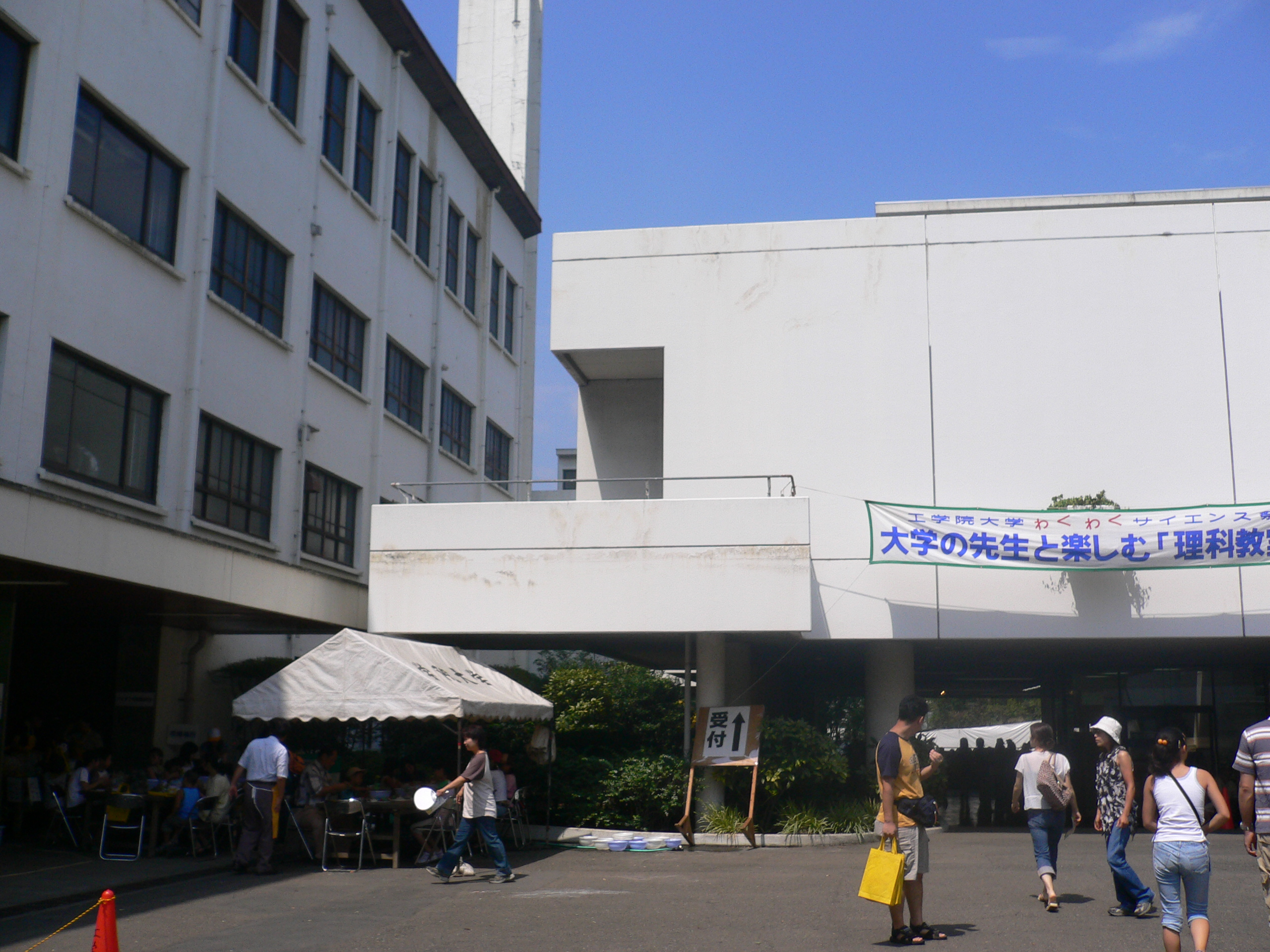
工学院大学八王子校区

## 關連項目
- 工部大學校
- 東京新大學野球連盟
- 辰野金吾
- 古市公威

## 外部連結
- 工学院大学 （页面存档备份，存于）